# نینا پروبژنسکایا
نینا پروبژنسکایا (روسی: Нина Ильинична Преображенская؛ ۱۶ فوریهٔ ۱۹۵۶ – ) قایقران روئینگ اهل اتحاد جماهیر شوروی سوسیالیستی بود.
وی در مسابقات کشوری و بین‌المللی در مجموع برندهٔ ۲ مدال طلا، ۲ مدال نقره شده‌است.